# Benoni (schaakopening)
De Benoni is een opening in het schaken die onder de halfgesloten spelen valt en gekenmerkt wordt door de zetten 1.d4 Pf6 2. c4 c5 3. d5. Soms speelt zwart al op de eerste zet ...c5, soms pas op de derde.
Over het algemeen zal zwart het centrum aan wit overlaten en zich concentreren op een pionnenstorm op de damevleugel. Hij zal gebruikmaken van de open a1-h8-diagonaal door zijn loper te fianchetteren met de zetten ...g6 en ...Lg7. Wit zal zijn centrum proberen te gebruiken om een aanval op de koningsvleugel te beginnen en de pionopstoot e5 voorbereiden.
Een uitzondering hierop is de Tsjechische variant, waarbij zwart ...e5 speelt en daarmee een zwakte op de witte velden aanvaardt in ruil voor een solidere stelling en meer controle over de zwarte velden in het centrum. De partij kan overgaan in een Konings-Indisch-achtig systeem waarbij zwart ...e5, ...Pe8 en ...f5 speelt om zo op de koningsvleugel aan te kunnen vallen.
| Benoni                       | 1.d4 Pf6 2.c4 c5                                                                                       |
| Hromodka                     | 1.d4 Pf6 2.c4 c5 3.d5 d6                                                                               |
| Vulture                      | 1.d4 Pf6 2.c4 c5 3.d5 Pe4                                                                              |
| Czechisch                    | 1.d4 Pf6 2.c4 c5 3.d5 e5                                                                               |
| Konings-Indisch              | 1.d4 Pf6 2.c4 c5 3.d5 e5 4.Pc3 d6 5.e4 g6                                                              |
| Benkogambiet                 | 1.d4 Pf6 2.c4 c5 3.d5 b5                                                                               |
| half aangenomen Benkogambiet | 1.d4 Pf6 2.c4 c5 3.d5 b5 4.cxb5 a6                                                                     |
| Zaitsev                      | 1.d4 Pf6 2.c4 c5 3.d5 b5 4.cxb5 a6 5.Pc3                                                               |
| Frappe                       | 1.d4 Pf6 2.c4 c5 3.d5 b5 4.cxb5 a6 5.Pc3 axb5 6.e4 b4 7.Pb5 d6 8.Lc4                                   |
| aangenomen Benkogambiet      | 1.d4 Pf6 2.c4 c5 3.d5 b5 4.cxb5 a6 5.bxa6 Lxa6                                                         |
| Pd2-variant                  | 1.d4 Pf6 2.c4 c5 3.d5 b5 4.cxb5 a6 5.bxa6 Lxa6 6.Pc3 d6 7.Pf3 g6 8.Pd2                                 |
| fianchetto                   | 1.d4 Pf6 2.c4 c5 3.d5 b5 4.cxb5 a6 5.bxa6 Lxa6 6.Pc3 d6 7.Pf3 g6 8.g3                                  |
| Pe2-variant                  | 1.d4 Pf6 2.c4 c5 3.d5 b5 4.cxb5 a6 5.bxa6 Lxa6 6.Pc3 d6 7.e4 Lxf1 8.Kxf1 g6 9.Pge2                     |
| hoofdvariant                 | 1.d4 Pf6 2.c4 c5 3.d5 b5 4.cxb5 a6 5.bxa6 Lxa6 6.Pc3 d6 7.e4 Lxf1 8.Kxf1 g6 9.g3 Lg7 10.Kg2 0-0 11.Pf3 |
| Uhlmannvariant               | 1.d4 Pf6 2.c4 c5 3.d5 e6 4.Pc3 exd5 5.cxd5 d6 6.Pf3 g6 7.Lg5                                           |
| Nimzowitsch                  | 1.d4 Pf6 2.c4 c5 3.d5 e6 4.Pc3 exd5 5.cxd5 d6 6.Pf3 g6 7.Pd2                                           |
| 9...Pbd7                     | 1.d4 Pf6 2.c4 c5 3.d5 e6 4.Pc3 exd5 5.cxd5 d6 6.Pf3 g6 7.g3 Lg7 8.Lg2 0-0 9.0-0 Pbd7                   |
| 6.e4-variant                 | 1.d4 Pf6 2.c4 c5 3.d5 e6 4.Pc3 exd5 5 cxd5 d6 6.e4                                                     |
| pionnenstorm                 | 1.d4 Pf6 2.c4 c5 3.d5 e6 4.Pc3 exd5 5.cxd5 d6 6.e4 g6 7.f4                                             |
| Mikenas                      | 1.d4 Pf6 2.c4 c5 3.d5 e6 4.Pc3 exd5 5.cxd5 d6 6.e4 g6 7.f4 Lg7 8.e5                                    |
| Taimanov                     | 1.d4 Pf6 2.c4 c5 3.d5 e6 4.Pc3 exd5 5.cxd5 d6 6.e4 g6 7.f4 Lg7 8.Lb5+                                  |
| vier pionnen                 | 1.d4 Pf6 2.c4 c5 3.d5 e6 4.Pc3 exd5 5.cxd5 d6 6.e4 g6 7.f4 Lg7 8.Pf3 0-0                               |
| hoofdvariant                 | 1.d4 Pf6 2.c4 c5 3.d5 e6 4.Pc3 exd5 5.cxd5 d6 6.e4 g6 7.f4 Lg7 8.Pf3 0-0 9.Le2 Te8                     |
| klassiek met e4              | 1.d4 Pf6 2.c4 c5 3.d5 e6 4.Pc3 exd5 5.cxd5 d6 6.e4 g6 7.Pf3                                            |
| klassiek met Lg5             | 1.d4 Pf6 2.c4 c5 3.d5 e6 4.Pc3 exd5 5.cxd5 d6 6.e4 g6 7.Pf3 Lg7 8.Lg5                                  |
| klassiek met 9.0-0           | 1.d4 Pf6 2.c4 c5 3.d5 e6 4.Pc3 exd5 5.cxd5 d6 6.e4 g6 7.Pf3 Lg7 8.Le2 0-0                              |
| klassiek met Te8             | 1.d4 Pf6 2.c4 c5 3.d5 e6 4.Pc3 exd5 5.cxd5 d6 6.e4 g6 7.Pf3 Lg7 8.Le2 0-0 9.0-0 Te8                    |
| klassiek met f3              | 1.d4 Pf6 2.c4 c5 3.d5 e6 4.Pc3 ed 5.cd d6 6.e4 g6 7.Pf3 Lg7 8.Le2 0-0 9.0-0 Te8 10.Pd2 Pa6 11.f3       |